# Sara Kemalowna Abdullajewa

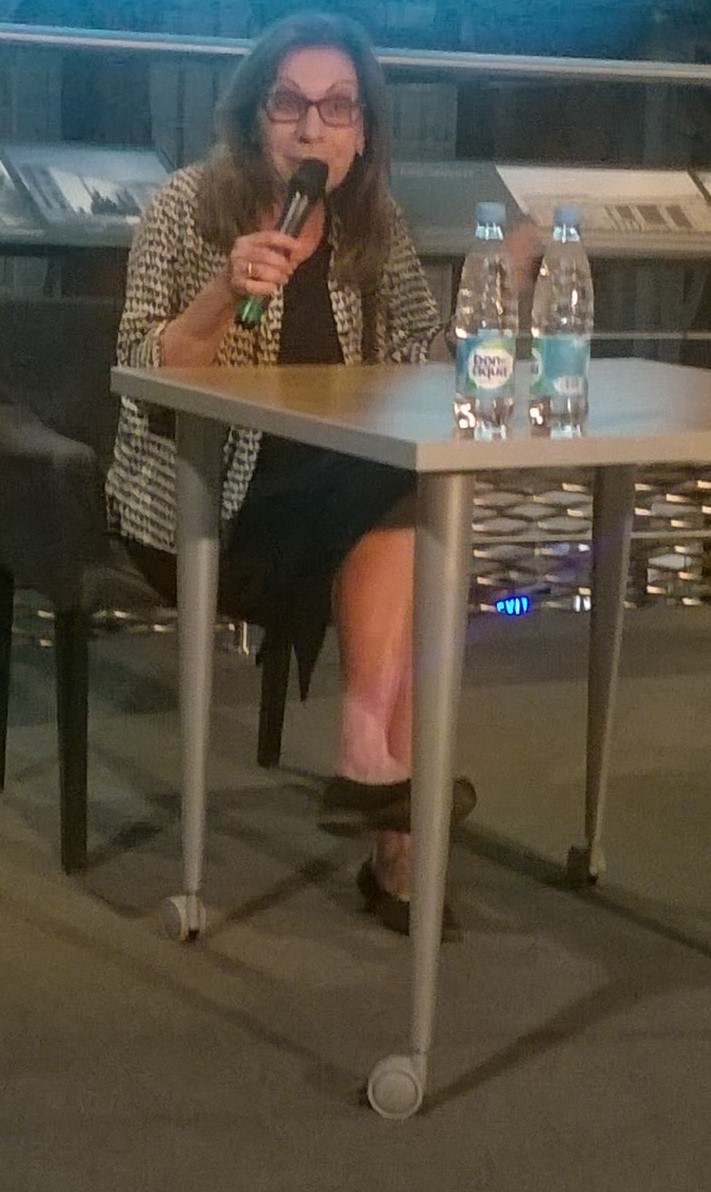
Sara Kemalowna Abdullajewa

Sara Kemalowna Abdullajewa (russisch Зара Кемаловна Абдуллаева; *  4. November 1953 in Baku) ist eine sowjetische bzw. russische Film- und Literaturkritikerin.

## Leben
Abdullajewa studierte an der Lomonossow-Universität Moskau in der Philologischen Fakultät mit Abschluss 1975. Sie absolvierte die Aspirantur am Leningrader Staatlichen Institut für Theater, Musik und Kinematographie und verteidigte 1982 ihre Dissertation über das Problem des Dramaturgie-Genres Anton Tschechows mit Erfolg für die Promotion zur Kandidatin der Kunstwissenschaft.
Im Kommersant, der Literaturnaja gaseta, der Nesawissimaja gaseta, dem Nowy Mir und weiteren Literatur- und Kunstwissenschaft-Zeitschriften  erschienen Abdullajewas Film- und Kunstkritiken. Auch verfasste sie Aufsätze zu Geschichte und Theorie des Films, des Theaters und der Literatur. Sie war Redakteurin der Zeitschrift Iskusstwo kino (Filmkunst). Als Redakteurin des Verlags Sojusteatr war sie an der Erstellung eines Dramaturgie-Sammelbands über acht ungute Theaterstücke beteiligt (1990). Sie schrieb Monografien über Roman Balajan, Ulrich Seidl, Kira Muratowa und Oleg Jankowski sowie Aufsätze über das Werk Sergei Dowlatows, Michail Soschtschenkos und Anton Tschechows.

## Ehrungen
- Preis des Verbands der Kinematographisten der UdSSR (1989)[1]
- Preise verschiedener Zeitschriften (1991, 1996, 1997)[1]
- Tschernenko-Preis der Gilde der Filmwissenschaftler und -kritiker Russlands (2008)[1]
- Diplom der Gilde (2014)